# Wilhelm Doerenkamp
Wilhelm Hubert Doerenkamp (* 19. Mai 1882 in Köln; † 26. Dezember 1972 ebenda) war ein deutscher Unternehmer der Pharmazeutischen Industrie.

## Leben
Wilhelm Doerenkamp studierte Ingenieurwissenschaften an der RWTH Aachen, wo er Mitglied des Corps Delta wurde. Nach dem Studium wurde er Generalvertreter der Opel-Werke für das Rheinland und Westfalen. Im Mai 1929 wurde er Kommandist bei Klosterfrau. Bis Mai 1933 gelang es ihm, die bisherigen Besitzer, die Schaeben-Brüder, aus der Firma zu drängen und das Unternehmen vollständig zu übernehmen. In der Folge baute der Konsul Klosterfrau zu einer der bekanntesten Marken Deutschlands aus. Er prägte den mittlerweile zum geflügelten Wort gewordenen Werbeslogan Nie war er so wertvoll wie heute. Bis zu seinem Tod leitete Doerenkamp das Unternehmen.
Doerenkamp verstarb im Alter von 90 Jahren in seiner Wohnung in Köln-Marienburg. Er war verwitwet von Anna Maria Kaiser, die er 1959 geheiratet hatte.